# Thánh Rita thành Cascia

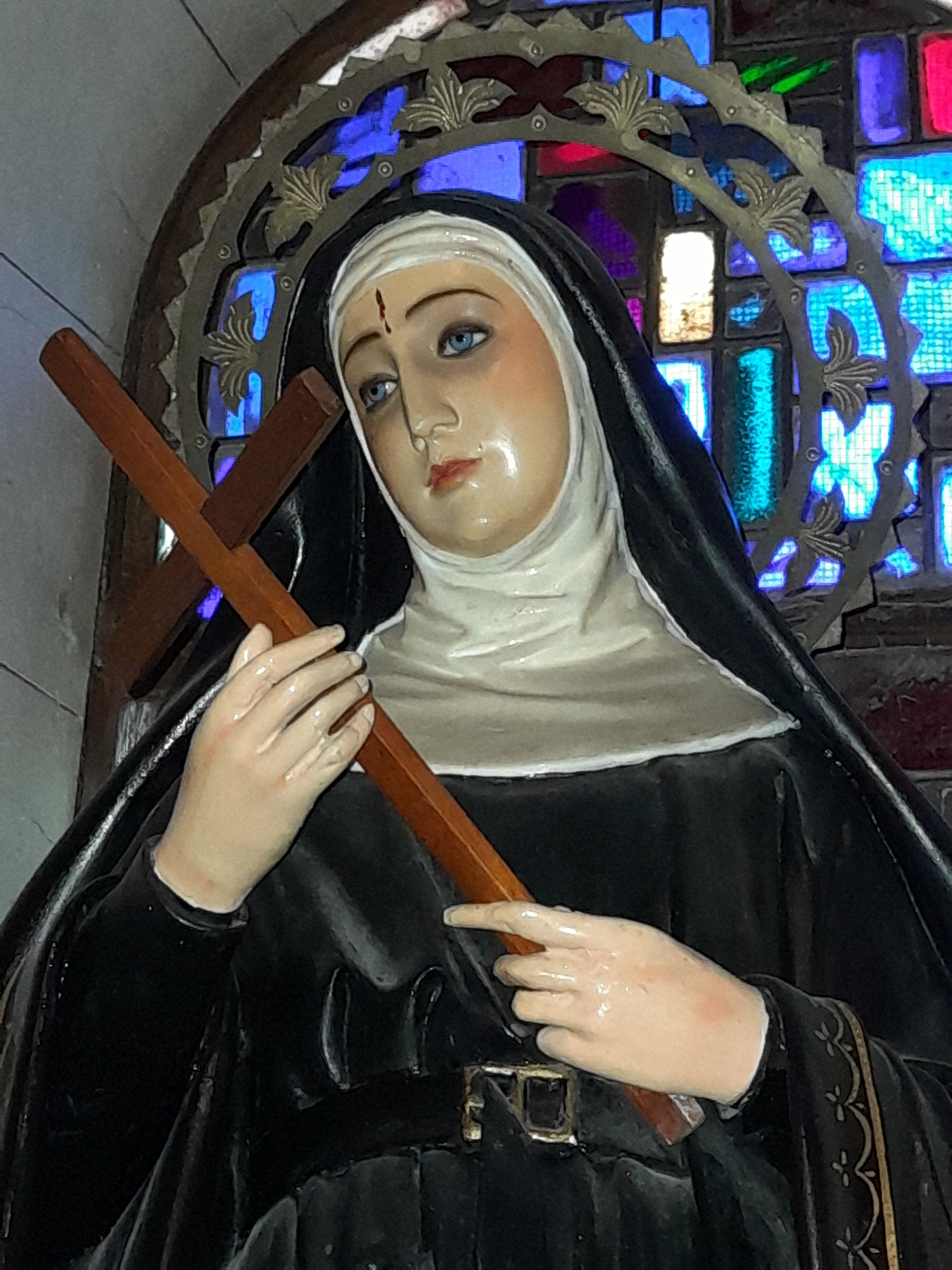
Tượng Thánh Rita ở Cascia

Thánh Rita thành Cascia (Rita of Cascia) hay Thánh nữ Rita ở Cascia tên khai sinh là Margherita Lotti (1381–22 tháng 5 năm 1457) là một góa phụ người Ý và là nữ tu dòng Augustine, bà được tôn sùng như một vị thánh Công giáo trong Nhà thờ Công giáo La Mã. Sau khi chồng của Rita qua đời, bà đã gia nhập một cộng đồng các nữ tu dòng Augustinô, nơi bà được biết đến với cả việc các nghi lễ hành xác để đem lại hiệu nghiệm cho những lời cầu nguyện. Nhiều phép lạ xảy ra được cho là nhờ sự can thiệp của bà ấy, và bà thường được miêu tả với vết thương chảy tươm máu trên trán, được hiểu là một phần dấu thánh.
Mãi sau này, Giáo hoàng Leo XIII đã phong thánh cho Rita vào ngày 24 tháng 5 năm 1900. Lễ kính của bà được cử hành vào ngày 22 tháng 5 hàng năm. Tại buổi lễ phong thánh, bà được phong tước hiệu Người bảo trợ cho những trường hợp vô vọng, trong khi ở nhiều quốc gia Công giáo, Rita được biết đến như là người bảo trợ cho những người vợ bị bạo hành gia đình và những phụ nữ đau khổ. Thi thể của bà bị hư hỏng nhưng vẫn còn trong Vương cung thánh đường Santa Rita da Cascia. 

## Tiểu sử
Margherita Lotti sinh năm 1381 tại thành phố Roccaporena, một vùng ngoại ô nhỏ của Cascia (gần Spoleto, Umbria, Ý). Tên của bà lúc ấy là Margherita, có nghĩa là "viên ngọc trai", được gọi một cách trìu mến là Rita. Ngay từ nhỏ bà vì vâng lời cha mẹ già mà phải kết hôn với một ông chồng thô bạo và nóng nẩy. Người thanh niên này là người khô đạo, thường xuyên hành hạ vợ mình. Trong 18 năm, bà kiên nhẫn dùng sự cầu nguyện và tử tế để đối xử với ông chồng luôn khinh thường và gian dâm. Sau cùng, ông ta đã bị giết vì một mối thù truyền kiếp. 
Sau khi chồng chết, và sau đó là hai người con ngã bệnh nặng, bà đã chăm sóc, khuyên răn hai người con trở về với Chúa, bà xin gia nhập Dòng Augustine ở Cascia, nhưng bị từ chối vì không còn trinh nhưng sau này nhờ có phép lạ xảy ra mà các nữ tu tin rằng ý Chúa muốn bà được chấp nhận vào dòng. Phép lạ đó là bà được 3 vị thánh Thánh Gioan tẩy giả, Thánh Augustine của thành phố Hippo & Thánh Nicholas của thành phố Tolentino (John the Baptist, Augustine of Hippo, and Nicholas of Tolentino) can thiệp "mang" bà vào sân nhà dòng dù là cửa tu viện đã khoá!. Trong 40 năm ở nhà dòng, bà sống trong cầu nguyện và chiêm ngắm, hầu hạ người bệnh và người nghèo, làm những việc tay chân được bề trên chỉ định. Sau này bà bị thương, các bề trên của bà nghĩ rằng đó là hiện tượng bệnh phong cùi, nên tách riêng bà ra khỏi cộng đoàn nhà dòng và cho bà sống trong một căn phòng nhỏ trong góc tu viện. Bà mang vết thương này trong 15 năm, âm thầm chịu đựng đau đớn khổ sở cho đến lúc nhắm mắt lìa đời ngày 22 tháng Năm năm 1457 khi 76 tuổi.